# Generał major służby intendenckiej

Pagon na mundurze paradnym

Generał major służby intendenckiej (ros. Генерал-майор интендантской службы) – stopień wojskowy w korpusie wyższych oficerów służby intendentury w Siłach Zbrojnych ZSRR w latach 1940–1984; najniższy w tym korpusie; niższy bezpośrednio od stopnia generała porucznika służby intendenckiej.